# Renzo Cairus
Renzo Cairus, all'anagrafe Renzo Cairus Lucarelli (Montevideo, 12 marzo 1990), è un giocatore di beach volley uruguaiano.

## Risultati
Giochi panamericani
- 2015 Toronto: 5° (con Mauricio Vieyto)

World tour di beach volley
- 2010 Brasilia: 41°
- 2013 Anapa: 17°

Sudamerica Beach Volleyball Circuit
- 2014 Brasile: 5° (con Nicolás Zanotta)
- 2014 Cile: 4° (con Nicolás Zanotta)